# Tremo (Midnight)
Tremo (Midnight) è un singolo del cantante italiano Matteo Romano, pubblicato il 12 dicembre 2022.

## Tracce
Testi e musiche di Matteo Romano.
1. Tremo (Midnight) – 3:43